# Svenska mästerskapen i längdskidåkning 2014
Svenska mästerskapen i längdskidåkning 2014 arrangerades i Umeå, som en del i SM-veckan 2014 (vinter), samt i Åsarna (30 km för damer och 50 km för herrar).

## Medaljörer, resultat

### Herrar
| Gren                    | Guld                                                          | Guld                                                          | Silver             | Silver            | Brons              | Brons          |
| 15 km (F)               | Marcus Hellner                                                | Gellivare Skidallians                                         | Lars Nelson        | Åsarna IK         | Emil Jönsson       | IFK Mora SK    |
| 50 km (F)               | Jens Eriksson                                                 | Dala-Floda IF                                                 | Daniel Richardsson | Hudiksvalls IF    | Jesper Modin       |                |
| Skiathlon (15 K + 15 F) | Marcus Hellner                                                | Gellivare Skidallians                                         | Lars Nelson        | Åsarna IK         | Daniel Rickardsson | Hudiksvalls IF |
| Sprint (K)              | Teodor Peterson                                               | Åsarna IK                                                     | Jens Eriksson      | Dala-Floda IF     | Simon Persson      | IFK Umeå       |
| Sprintstafett (K)       | Åsarna IK (Anton Karlsson, Teodor Peterson)                   | Åsarna IK (Anton Karlsson, Teodor Peterson)                   |                    |                   |                    |                |
| Stafett 3 x 10 km (K)   | IFK Mora SK (Daniel Svensson, Martin Johansson, Emil Jönsson) | IFK Mora SK (Daniel Svensson, Martin Johansson, Emil Jönsson) | Falun-Borlänge SK  | Falun-Borlänge SK | Piteå Elit SK      | Piteå Elit SK  |
| Lagtävling 15 km        |                                                               |                                                               |                    |                   |                    |                |
| Lagtävling 50 km        |                                                               |                                                               |                    |                   |                    |                |
| Lagtävling Skiathlon    |                                                               |                                                               |                    |                   |                    |                |

### Damer
| Gren                      | Guld                                                            | Guld                                                            | Silver           | Silver          | Brons             | Brons             |
| 10 km (F)                 | Charlotte Kalla                                                 | Piteå Elit SK                                                   | Sofia Bleckur    | IFK Mora SK     | Magdalena Pajala  | Piteå Elit SK     |
| 30 km (F)                 | Charlotte Kalla                                                 | Piteå Elit SK                                                   | Emma Wikén       | Åsarna IK       | Sofia Bleckur     | IFK Mora SK       |
| Skiathlon (7,5 K + 7,5 F) | Charlotte Kalla                                                 | Piteå Elit SK                                                   | Maria Rydqvist   | Älvdalens IF SK | Sofia Bleckur     | IFK Mora SK       |
| Sprint (K)                | Hanna Falk                                                      | Ulricehamns IF                                                  | Magdalena Pajala | Piteå Elit SK   | Mia Eriksson      | Piteå Elit SK     |
| Sprintstafett (K)         | Åsarna IK (Emma Wikén, Ida Igemarsdotter)                       | Åsarna IK (Emma Wikén, Ida Igemarsdotter)                       |                  |                 |                   |                   |
| Stafett 3 x 5 km (K)      | Piteå Elit SK (Magdalena Pajala, Mia Eriksson, Charlotte Kalla) | Piteå Elit SK (Magdalena Pajala, Mia Eriksson, Charlotte Kalla) | IFK Mora SK      | IFK Mora SK     | Falun Borlänge SK | Falun Borlänge SK |
| Lagtävling 10 km          |                                                                 |                                                                 |                  |                 |                   |                   |
| Lagtävling 30 km          |                                                                 |                                                                 |                  |                 |                   |                   |
| Lagtävling Skiathlon      |                                                                 |                                                                 |                  |                 |                   |                   |

### Webbkällor
- Svenska skidförbundet
- SM-veckan 2014 (vinter)
- Fis-ski.com (30 km damer)
- Fis-ski.com (50 km herrar)
- Sweski.com (damstafett)